# روي براون (لاعب هوكي الجليد)
روي براون هو لاعب هوكي الجليد كندي، ولد في 13 ديسمبر 1880 في Mitchell, Ontario ‏ في كندا، وتوفي في 3 سبتمبر 1950.